# Herpestes flavescens
Herpestes flavescens is een zoogdier uit de familie van de mangoesten (Herpestidae). De wetenschappelijke naam van de soort werd voor het eerst geldig gepubliceerd door  Bocage in 1889.

## Voorkomen
De soort komt voor in Angola en Namibië.